# Koukolova hora
Koukolova hora je 471 m vysoký kopec mezi vsí Slavíky obce Tmaň a částí Popovice města Králův Dvůr v okrese Beroun. Přes vrchol kopce prochází hranice katastrálních území Tmaň a Popovice u Králova Dvora. Název nese hora podle Viléma Koukola, který byl v 15. století majitelem popovického panství.
Koukolova hora je tvořena ostrovem vápence spodního devonu. V minulosti se na Koukolově hoře vápenec těžil. Na Koukolově hoře se ve výšce kolem 455 m n. m. nacházejí jeskyně, které patří mezi nejvýše položené jeskyně v Českém krasu (ovšem mimo území CHKO). Jeskyně Pod kapličkou v opuštěném lomu pod vrcholem je dlouhá asi 55 metrů.
Přestože hora není na seznamu chráněných území a nepatří ani k CHKO Český kras, vyskytuje se zde řada chráněných rostlin (např. bělozářka liliovitá, lilie zlatohlávek, okrotice bílá). Z vrcholu hory byl dříve rozhled do celého okolí. Dnes je výhled omezen vzrostlými stromy pouze na severní stranu – směrem ke chráněné krajinné oblasti Křivoklátsko.
Na vrcholu je výklenková kaple svatého Blažeje, obnovená v roce 2010 (v některých mapách je dosud značena jako zřícenina). Tu nechal v roce 1832 vystavět Antonín Karel Mudroch, rektor Univerzity Karlovy a vlastník tmaňského panství.
Přes Koukolovu horu prochází po zeleně značené pěší turistické trase KČT naučná stezka Koukolova hora – Kotýz, vedoucí ze Slavík na vrch Kotýz. Na východní straně kopce na rozcestí pod Koukolovou horou zeleně značená trasa zaúsťuje do žlutě značené trasy KČT z Popovic přes Koněpruské jeskyně do Srbska, po níž ke Kotýzu vede i zmíněná naučná stezka.